# Cisteller de l'Orinoco
El cisteller de l'Orinoco (Thripophaga cherriei) és una espècie d'ocell de la família Furnariidae. És endèmic de Veneçuela.
Habita els boscos baixos humids tropicals; actualment, l'ocell està amenaçat per la disminució del seu hàbitat.